# Lavacourt sotto la neve
Lavacourt sotto la neve è un dipinto di Claude Monet. Eseguito tra il 1878 e il 1881, è conservato nella National Gallery di Londra.

## Descrizione
Si tratta di uno scorcio del villaggio di Lavacourt, sulla sponda della Senna opposta a quella di Vétheuil, dove Monet viveva in quel periodo. Lo studio dei colori e della luce nei paesaggi innevati fu particolarmente importante nella pittura degli impressionisti; in questo caso, la luce fredda dell'ombra domina il dipinto, lasciando spazio solo sullo sfondo alla luce calda del sole invernale.